# Wilhelm Schubert (generał)
Wilhelm Schubert (ur. 12 listopada 1879 w Görlitz; zm. 26 czerwca 1972 w Monachium) – niemiecki oficer Luftwaffe w randze generała sił powietrznych. Uczestnik obu wojen światowych.

## Odznaczenia (lista niepełna)
- Królewski Order Domowy Hohenzollernów – Krzyż Rycerski z Mieczami
- Krzyż Żelazny (1914) I Klasy
- Krzyż Żelazny (1914) II Klasy
- Krzyż Honorowy za Wojnę 1914/1918 (dla Frontowców)
- Odznaka za Służbę Wojskową klas od IV do I

## Literatura
- Christian Gerlach: Kalkulierte Morde. Die deutsche Wirtschafts- und Vernichtungspolitik in Weissrussland 1941 bis 1944. Hamburger Edition, Hamburg 1999, ISBN 3-930908-54-9.